# Volly István (zeneszerző)
Volly István (Pereg, 1907. január 27. – Budapest, 1992. június 13.) magyar zeneszerző, népdalgyűjtő, folklorista

## Életrajza

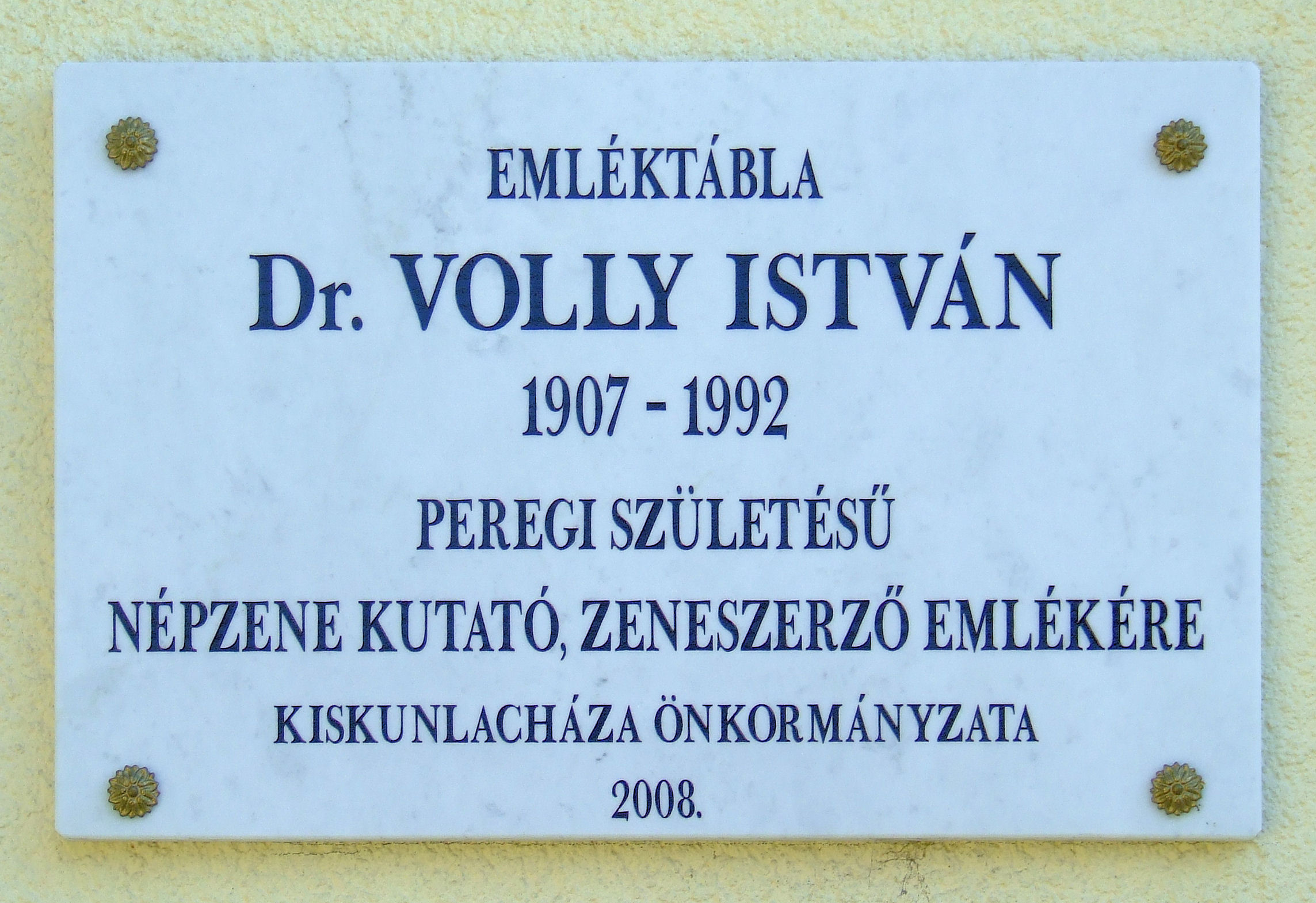
Emléktáblája Kiskunlacházán

Volly István (Volly László István) 1907. január 27-én született Pest-Pilis-Solt-Kiskun vármegyében, Kiskunlacháza déli részén, Peregen. Édesapja Volly Gyula peregi iskolaigazgató, tanító, édesanyja Boross Julianna, aki Bajáról származott. Két testvére volt, öccse Volly László és húga Volly Ilona. 1932-ben feleségül vette Forgács Erzsébet (1910-1990) tanítónőt. Házasságukból két gyerek született: Volly László (1936-1992) és Volly Tamás (1939-). Általános iskolai tanulmányait Peregen, a polgári iskolát Vácon végezte, majd 1929-ben Szegeden tanítói képesítést szerzett. 1934–1937 között Kodály Zoltán tanítványaként elvégezte a Zeneakadémia karvezető-zeneszerzés szakát. 1948-ban Szegeden Bálint Sándornál népzenéből doktorált.

## Munkássága

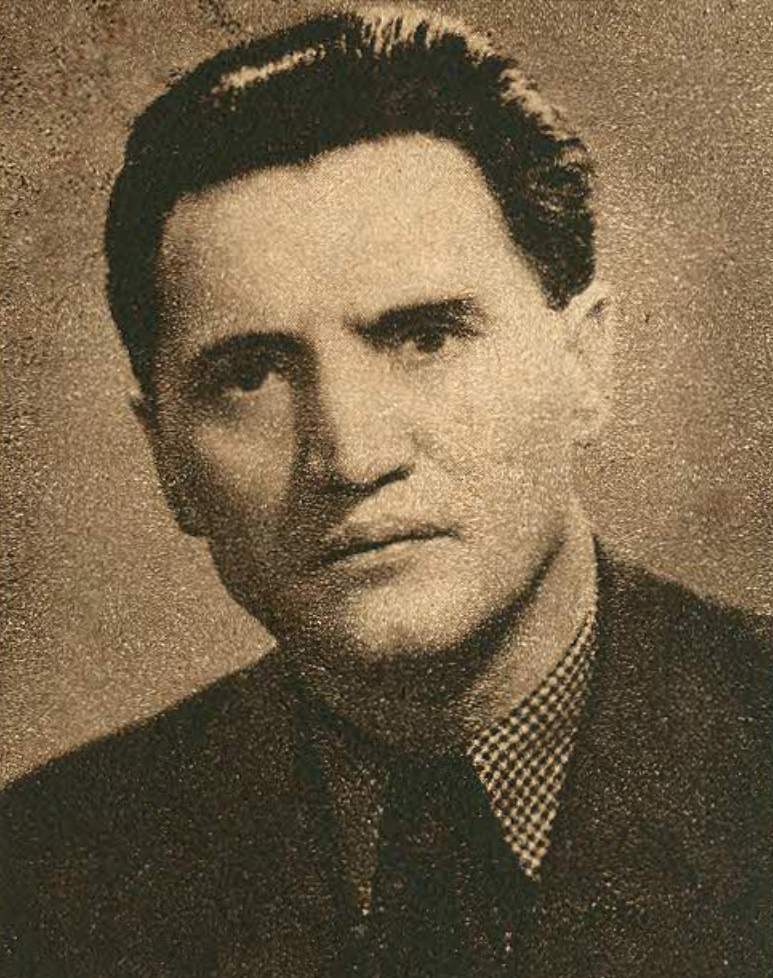
Portréja az Állami Déryné Színház Galambos korsó című kiadványában

1968-ban való nyugdíjba vonulásáig Budapesten éneket tanított, emellett 1945–1950 között a Budapesten népművelési előadó volt. 1950-ben megszervezte a Fővárosi Népi Zenekart, melynek első vezető prímásának Toki Horváth Gyulát nyerte meg, és a zenekarnak egy évig művészeti vezetője is volt. Az 1950-es években több szakszervezet zenei instruktoraként a kórusmozgalom fejlesztésén dolgozott, és ez időben felkérték a Csiki Júlia nevével fémjelzett Mátészalkai Cigány Együttes zenei irányítására is, amit éveken keresztül végzett. Ezekben az években amatőr dal- és nótaszerzők részére klubot is szervezett, amely évekig működött. Kezdettől fogva részt vett a Tudományos Ismeretterjesztő Társulat munkájában is.
Az 1920-as évek közepétől foglalkozott népzene, népi játék és hagyományok gyűjtésével. 1929-ben megismerkedik Lajtha Lászlóval, akinek javaslatára bekerült az Magyar Tudományos Akadémia Népzenei Kutató csoportjába. Ettől kezdve szervezetten vett részt a népzene gyűjtésében és feldolgozásában. Gyűjtései során gyakran használta a Vikár Béla által is használt fonográfot. Jelentősek voltak peregi gyűjtései (Karácsonyi énekek, Peregi verbunk).
1934-ben Turán gyűjtötte a Nagykarácsony éccakája című dalt, amely névadója lett az ő szervezésében és rendezésében a karácsonyi népszokásokat bemutató előadás sorozatnak. A Nagykarácsony Éccakája című előadást 1934–1947 között 13 alkalommal rendezték meg a Magyar Állami Operaházban és a Városi Színházban (mai Erkel Színház). Az 1980-as években még két alkalommal került sor a megrendezésre. A Budapest VIII. kerületi Horvát Mihály téri római katolikus templomban tartott előadáson részt vett Lékai hercegprímás is. A másik előadásra a Néprajzi Múzeumban került sor. 1999-ben és 2000-ben Budapesten a mátyásföldi Móra Ferenc Általános Iskola újította fel a hagyományt, Volly István emlékére.
Gyűjtő útjain bejárta Magyarország szinte minden települését és a környező országokat is. Utazásai során mindenhol érdeklődéssel tanulmányozta a helyi népzenét és kereste a kapcsolatokat a magyar zenével, Afrikáról-Amerikáig.
A Cserkész Világszövetség az 1960-as évektől kezdve rendszeresen meghívta éves nagy táboraiba, ahol a magyar népzenéről és népi játékokról tartott előadásokat a külföldön élő, hagyományokat ápoló magyar cserkész tisztek részére.
Zeneszerzéssel a kezdettől fogva foglalkozott. Néhány szerzeménye népdalként gyűjteményekbe is bekerült (legismertebb a Száz forintnak ötven a fele, amelynek szerzői elismerése évtizedekig húzódott). Ismertebb gyűjtése volt az ötvenes évekből az Ecseri lakodalmas, amelyet az Állami Népi Együttes is felhasznált. Számos kórusművet írt (Repülj fecském, Balaton közepe, stb.). Zenés játékokhoz készített kísérő zenét (Jókai adaptáció: A bolondok grófja – Falu Színház, Történelmi játék Balassi Bálint haláláról – Esztergom, Galambos korsó – a Rektor bácsi dala sokáig az MTV Ablak műsorának volt szignálja, Vincze Ottó Boci boci tarka című operettjében Matyó lakodalmas betét – Fővárosi Operettszínház). Sikeresen próbálkozott a könnyűzene területén is. Néhány szerzeményét hanglemezen is kiadták (Pesti utcán, Kerti pipitér, Du-du-du szerenád).
1992. június 13-án Budapesten érte a halál. Sírja a Farkasréti temető Nemzeti sírkertjében található.

## Könyvei
- Népi játékok I–II–III. (Bp., 1938, 1939, 1945)
- Népi leányjátékok (1945)
- Ütik a rézdobot (Bp., 1948)
- Somogyi Kalevala (Vikár Béla életrajza, Bp., 1959)
- Bajai tamburások (Bp., 1964)